# Heliga platser
Heliga platser avser geografiska platser som av en eller flera religiösa grupper vördas och uppfattas som heliga. Detta kan vara på grund av deras roll i religionens myter, att platsen genom riter helgats eller att den på annat vis vittnar om en sakral närvaro. Heliga platser har ofta någon form av byggnad, altare eller naturfenomen som urskiljer platsen. 
För den religiöst troende är vallfärd/pilgrimsvandring till heliga platser en del av det religiösa livet, ibland är det även ålagt i religiösa skrifter eller genom tradition. Uppdelningen mellan heliga/sakrala platser och profana är ett västerländskt koncept som härstammar från seder kring det romerska templet.
Exempel på platser som betraktas som heliga är Mecka, Jerusalem, Medina, Hebron, Bagan, Isfahan, Bodh Gaya, Lourdes, Peterskyrkan, Sinaiberget.